# Cristian Sanavia
Cristian Sanavia (* 27. Februar 1975 in Piove di Sacco) ist ein italienischer Profiboxer und ehemaliger WBC-Weltmeister im Supermittelgewicht.

## Boxkarriere
Als Amateur boxte er im Halbmittelgewicht, wurde 1995 Italienischer Vizemeister und 1996 Italienischer Meister mit Finalsieg gegen Leonard Bundu. Sein größter internationaler Erfolg war eine Bronzemedaille bei den Mittelmeerspielen 1997 in Bari. Weitere Erfolge waren der erste Platz beim Buenos Aires Turnier 1995 in Argentinien, der zweite Platz beim Multinationen Turnier 1996 in England und der dritte Platz beim Tammer Turnier 1996 in Finnland.
1997 wechselte er ins Profilager, gewann eine Reihe von Aufbaukämpfen und 1999 auch die Italienische Meisterschaft im Mittelgewicht, die er dreimal verteidigen konnte. Im Februar 2001 besiegte er Jerry Elliott (29-0) und im Dezember 2001 Morrade Hakkar (30-2). Dadurch wurde er auch Europameister (EBU) im Mittelgewicht. Diese verlor er jedoch im Mai 2002 im Rückkampf an Hakkar.
Nach sieben Aufbausiegen gewann er im Juni 2004 in Chemnitz durch Punktesieg gegen Markus Beyer (29-1) die WBC-Weltmeisterschaft im Supermittelgewicht. Doch auch diese verlor er im direkten Rückkampf im Oktober an Beyer. Im Juli 2005 verlor er in Nürnberg knapp gegen Danilo Häußler (24-3). Im Juni 2007 konnte er erneut den EBU-Titel gewinnen, diesmal im Supermittelgewicht. Er besiegte dabei David Gogiya (17-1) und verteidigte den Titel im Dezember durch ein Unentschieden gegen Danilo Häußler.
Im April 2008 unterlag er gegen Karo Murat (16-0) und scheiterte auch im Rückkampf 2009. Bei einem erneuten EBU-Kampf im April 2012 unterlag er gegen James DeGale (11-1).